# Суперкубок Европы по волейболу
Суперкубок Европы по волейболу — волейбольный турнир, проводившийся Европейской конфедерацией волейбола в 1987—2000 (кроме 1998) годах для мужских клубных команд и в 1993 и 1996 для женских. До 1995 Суперкубок в одном матче разыгрывали обладатели Кубка европейских чемпионов и Кубка обладателей кубков ЕКВ, с 1996 (в формате «финала четырёх») — финалисты Кубка чемпионов и победители Кубка обладателей кубков и Кубка ЕКВ. 

## Призёры

### Мужчины
| Год  | Место проведения | 1-е место              | 2-е место              | 3-е место                        |
| ---- | ---------------- | ---------------------- | ---------------------- | -------------------------------- |
| 1987 | Болонья          | ЦСКА (Москва)          | «Дзинелла» (Болонья)   | —                                |
| 1988 | Парма            | ЦСКА (Москва)          | «Максиконо» (Парма)    | —                                |
| 1989 | Парма            | «Максиконо» (Парма)    | ЦСКА (Москва)          | —                                |
| 1990 | Модена           | «Максиконо» (Парма)    | «Модена» (Модена)      | —                                |
| 1991 | Брешиа           | ЦСКА (Москва)          | «Габека» (Монтикьяри)  | —                                |
| 1992 | Верона           | «Мессаджеро» (Равенна) | «Габека» (Монтикьяри)  | —                                |
| 1993 | Болонья          | «Мессаджеро» (Равенна) | «Медиоланум» (Милан)   | —                                |
| 1994 | Ареццо           | «Сислей» (Тревизо)     | «Мессаджеро» (Равенна) | —                                |
| 1995 | Ареццо           | «Дайтона» (Модена)     | «Сислей» (Тревизо)     | —                                |
| 1996 | Мюнхен           | «Альпитур» (Кунео)     | «Дахау» (Дахау)        | «Дайтона» (Модена)               |
| 1997 | Бре              | «Альпитур» (Кунео)     | «Модена» (Модена)      | «Мирабиландия» (Равенна)         |
| 1999 | Канны            | «Сислей» (Тревизо)     | «Нолико» (Маасейк)     | «Ивеко» (Палермо) «Канн» (Канны) |
| 2000 | Ареццо           | «Пари Волей» (Париж)   | «Сислей» (Тревизо)     | «Фридрихсхафен» (Фридрихсхафен)  |

### Женщины
| Год  | Место проведения | 1-е место                | 2-е место               | 3-е место            |
| ---- | ---------------- | ------------------------ | ----------------------- | -------------------- |
| 1993 | Берлин           | «Латте Руджада» (Матера) | КЮД (Берлин)            | —                    |
| 1996 | Мюнстер          | «Антезис» (Модена)       | «УСК Мюнстер» (Мюнстер) | «Эмлякбанк» (Анкара) |

## Результаты (мужчины)

### 1987
29 ноября 1987.  Болонья. 
 ЦСКА (Москва) —  «Дзинелла» (Болонья) 3:1 (11:15, 15:6, 15:8, 15:13).

### 1988
27 ноября 1988.  Парма. 
 ЦСКА (Москва) —  «Максиконо» (Парма) 3:1 (15:8, 15:12, 15:13).

### 1989
22 марта 1989.  Парма. 
 «Максиконо» (Парма) —  ЦСКА (Москва) 3:0 (15:9, 15:13, 15:4).

### 1990
27 марта 1990.  Модена. 
 «Максиконо» (Парма) —  «Модена» (Модена) 3:2 (15:6, 9:15, 15:6, 11:15, 17:15).

### 1991
27 марта 1991.  Брешиа. 
 ЦСКА (Москва) —  «Габека» (Монтикьяри) 3:1 (15:12, 15:8, 8:15, 15:10).

### 1992
22 октября 1992.  Верона. 
 «Мессаджеро» (Равенна) —  «Габека» (Монтикьяри) 3:1 (15:12, 10:15, 15:4, 15:5).

### 1993
11 ноября 1993.  Болонья. 
 «Мессаджеро» (Равенна) —  «Медиоланум» (Милан) 3:1 (8:15, 15:4, 15:9, 15:11).

### 1994
30 ноября 1994.  Ареццо. 
 «Сислей» (Тревизо) —  «Мессаджеро» (Равенна) 3:1 (15:12, 15:9, 6:15, 15:4).

### 1995
5 октября 1995.  Ареццо. 
 «Дайтона» (Модена) —  «Сислей» (Тревизо) 3:1 (15:8, 15:8, 4:15, 15:5).

### 1996
12—13 октября 1996.  Мюнхен
Полуфинал
 «Альпитур» (Кунео) —  «Дайтона» (Модена) 3:2 (12:15, 15:8, 15:11, 14:16, 18:16).
 «Дахау» (Дахау) —  «Олимпиакос» (Пирей) 3:1 (12:15, 15:2, 15:8, 15:6).
За 3-е место
 «Дайтона» —  «Олимпиакос» 3:0 (15:11, 15:7, 15:4).
Финал
 «Альпитур» —  «Дахау» 3:0 (15:10, 15:9, 15:4).

### 1997
1—2 ноября 1997.  Бре
Полуфинал
 «Альпитур» (Кунео) —  «Нолико» (Маасейк) 3:0 (15:7, 15:6, 15:8).
 «Модена» (Модена) —  «Мирабиландия» (Равенна) 3:0 (15:8, 15:12, 16:14).
За 3-е место
 «Мирабиландия» —  «Нолико» 3:1 (12:15, 15:10, 15:5, 15:6).
Финал
 «Альпитур» —  «Модена» 3:1 (12615, 15:9, 15:5, 15:6).

### 1999
23—24 октября 1999.  Канны
Полуфинал
 «Сислей» (Тревизо) —  «Ивеко» (Палермо) 3:1 (25:17, 27:25, 24:26, 25:23).
 «Нолико» (Маасейк) —  «Канн» (Канны) 3:1 (25:21, 17:25, 25:22, 25:21).
Финал
 «Сислей» —  «Нолико» 3:0 (25:23, 25:15, 25:18).

### 2000
15—16 ноября 2000.  Ареццо
Полуфинал
 «Сислей» (Тревизо) —  «Рома» (Рим) 3:1 (25:17, 20:25, 25:22, 25:17).
 «Пари Волей» (Париж) —  «Фридрихсхафен» (Фридрихсхафен) 3:1 (23:25, 25:21, 25:18, 25:19).
За 3-е место
 «Фридрихсхафен» —  «Рома» 3:0 (25:17, 27:25, 25:23).
Финал
 «Пари Волей» —  «Сислей» 3:2 (18:25, 25:23, 25:16, 18:25, 15:11).

## Результаты (женщины)

### 1993
4 ноября 1993.  Берлин.
 «Латте Руджада» (Матера) —  КЮД (Берлин) 3:0.

### 1996
5—6 октября 1996.  Мюнстер.
Полуфинал
  «УСК Мюнстер» (Мюнстер) —  «Пармалат» (Матера) 3:0.
 «Антезис» (Модена) —  «Эмлякбанк» (Анкара) 3:2.
За 3-е место
 «Эмлякбанк» —  «Пармалат» 3:1.
Финал
 «Антезис» —  «УСК Мюнстер» 3:2.